# 國際青年旅舍聯盟

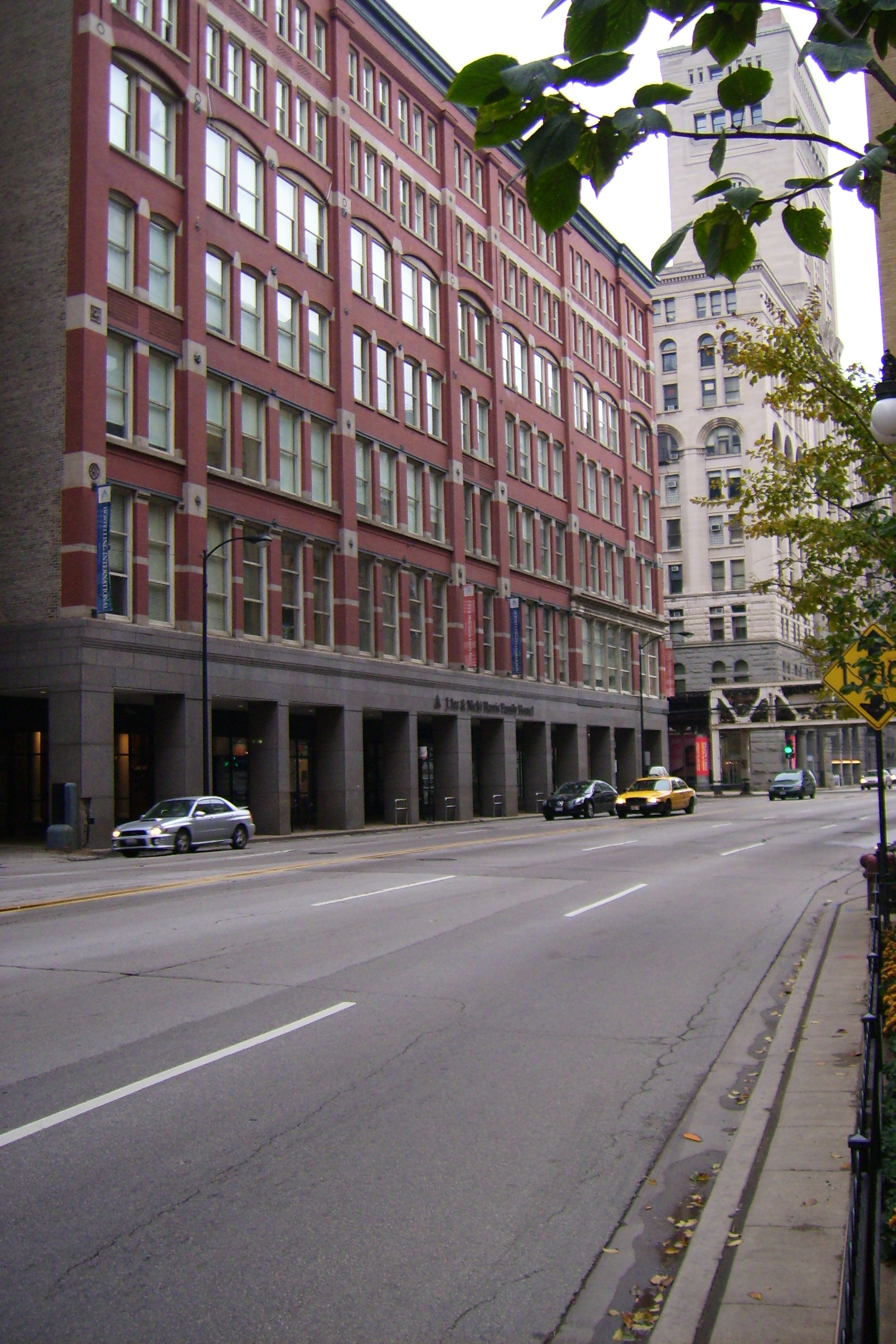
芝加哥國際青年之家

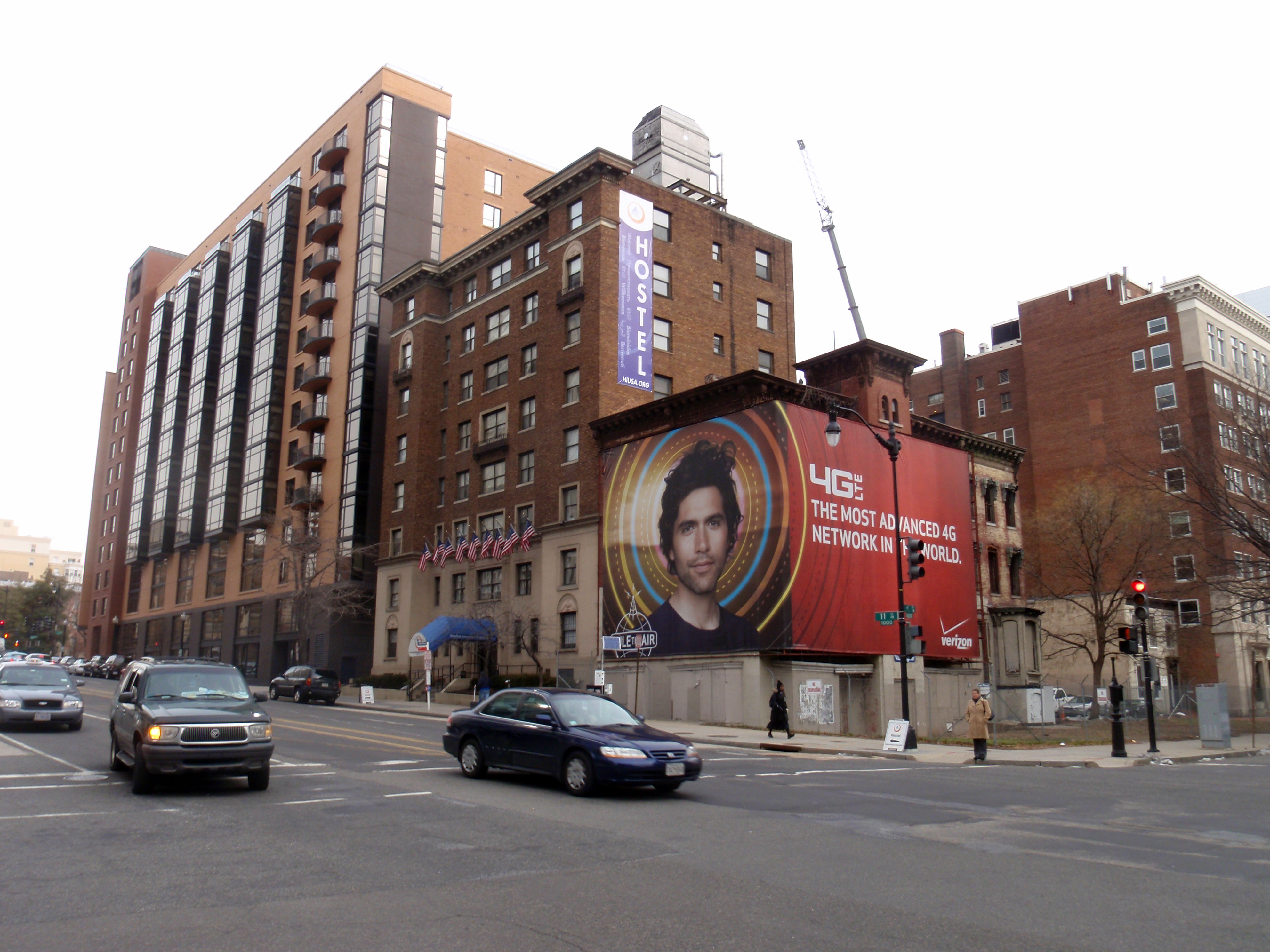
華盛頓哥倫比亞特區國際青年之家

國際青年旅舍聯盟（Hostelling International，簡稱HI），前身為International Youth Hostel Federation (IYHF)，是一個超過90個青年旅舍協會的聯盟，分布在80多個國家，青年旅舍數目超過4,500間。此聯盟還包括英格蘭和威爾斯的青年之家協會、蘇格蘭青年之家協會和美國青年之家。總體來說，此聯盟的會員都使用「Hostelling International」商號在營運。

## 历史
國際青年旅舍聯盟的建立有最少兩種說法。第一種說法與第一次世界大戰中的聖誕節休戰有著微妙的關係。國際青年旅舍聯盟的創辦人理查·席爾曼（Richard Schirrmann）在第一次世界大戰中是德意志帝國的軍人。1914年12月，在孚日山脈（Vosges Mountains）的伯恩豪斯汀山的陣地上，理查看見了一個驚人的情景：「當聖誕鈴聲從孚日山脈戰線後方的村莊之間響起……一件和平的事令人難以置信地發生了。德國與法國軍隊自發地達成了和平，並停止戰鬥。他們穿越廢棄不用的戰壕地溝拜訪彼此，然後用紅酒、科涅克白蘭地與香煙來交換威斯特法倫（Westphalia）的黑麵包、餅乾與火腿。由於這場交換舉動正合他們的意，所以即使在聖誕節結束後他們仍是好朋友。」他與法軍隔着一條狹長的無人地帶，他描述這地帶為：「散落着早被打爛的樹，地面已被砲火轟炸，一幅由地穴、樹根與破爛制服組成的荒蕪景象。」軍隊紀律很快地就恢復了，但理查深思著那起事件，心想是否「能讓所有國家富有思想的年輕人，都能得到可以會面認識彼此的適宜場所。」在這之後，他便在1919年創立了德國青年旅館協會。
另一種說法則為創辦人理查·席爾曼（Richard Schirrmann）是一位來自德國的老師，在1909年與一位保護主義者 Wilhelm Münker 看到了學生在野外體驗活動時在野外住宿的需求，因而創立國際青年旅舍聯盟。
國際青年旅舍協會的前身 International Youth Hostel Federation 在1932年10月20日於阿姆斯特丹由歐洲諸國協會代表創立（瑞士、捷克斯洛伐克、波蘭、荷蘭、挪威、丹麥、英國、愛爾蘭、法國和比利時）。1933年，德國青年之家的創辦人理查·席爾曼擔任協會主席，後因納粹黨的緣故而在1936年辭職。青年之家提供旅遊者住宿的服務，並且負責協調全國的其他組織，同時也促進青年參與非正式的教育性活動以及增進他們對不同文化的了解。聯盟的總部現位於靠近倫敦的韋爾文市。

## 外部連結
- YHA Taiwan 中華民國國際青年旅舍協會 （页面存档备份，存于）
- 国际青年旅舍·中国 （页面存档备份，存于）
- 國際青年之家 （页面存档备份，存于）
- 香港青年旅舍協會 （页面存档备份，存于）
- 美國國際青年之家 （页面存档备份，存于）
- 加拿大國際青年之家 （页面存档备份，存于）
- 澳洲青年之家協會 （页面存档备份，存于）
- 英格蘭、威爾斯青年之家協會 （页面存档备份，存于）
- 愛爾蘭青年之家協會 （页面存档备份，存于）
- 德國青年之家協會 （页面存档备份，存于）

1. ↑  Richard Schirrmann: The first youth hosteller: A biographical sketch by Graham Heath (1962, International Youth Hostel Association, Copenhagen, in English).
2. ↑  
.   [2009-03-28]. （原始内容存档于2011-07-17）.